# إسلام عادل آيت علي يحيى
إسلام عادل آيت علي يحيى (من مواليد 13 أبريل 1987 في القبة، الجزائر) هو لاعب كرة قدم جزائري يلعب حاليًا كلاعب خط وسط لفريق أمل الأربعاء في الرابطة الجزائرية المحترفة الثانية. في 5 أبريل 2008 استدعي من قبل منتخب الجزائر لكرة القدم للعب في مباراة ضد اتحاد البليدة يوم 11 أبريل.